# Ludwig Wijnants
Ludwig Wijnants (Veerle, 4 juli 1956) is een Belgisch voormalig wielrenner.

## Levensloop en carrière
Wijnants werd prof in 1978. In 1981 won hij de Ronde van Limburg (België). In 1985 won hij een etappe in de Ronde van Frankrijk als lid van de bescheiden Torhout-Werchterploeg. Zijn zoon Arne was ook wielrenner. Tijdens een koers van Arne komt Carine, de vrouw van Ludwig, om het leven wanneer ze haar zoon een drinkbus wil aanreiken.

## Resultaten in voornaamste wedstrijden
| Jaar | Ronde van Italië | Ronde van Frankrijk | Ronde van Spanje |
| ---- | ---------------- | ------------------- | ---------------- |
| 1979 |                  |                     |                  |
| 1980 |                  | 68e                 |                  |
| 1981 |                  |                     |                  |
| 1982 |                  | 75e                 |                  |
| 1983 |                  | 48e                 |                  |
| 1984 |                  |                     |                  |
| 1985 |                  | 63e (1)             |                  |
| 1986 |                  |                     |                  |
| 1987 | 90e              |                     |                  |
| 1988 |                  | opgave              |                  |

| Jaar | Milaan-San Remo | Gent-Wevelgem | Ronde van Vlaanderen | Parijs-Roubaix | Amstel Gold Race | Luik-Bast.‑Luik | Brabantse Pijl | Rund um den Henninger-Turm |
| ---- | --------------- | ------------- | -------------------- | -------------- | ---------------- | --------------- | -------------- | -------------------------- |
| 1979 | 68e             | 41e           | 29e                  |                |                  | 24e             |                |                            |
| 1980 |                 |               |                      |                |                  |                 |                |                            |
| 1981 |                 |               |                      |                | 30e              |                 |                |                            |
| 1982 | 62e             |               | 49e                  | 29e            |                  |                 |                |                            |
| 1983 |                 |               |                      | 19e            |                  | 46e             |                |                            |
| 1984 |                 |               |                      |                |                  |                 | 5e             |                            |
| 1985 |                 | 31e           |                      | 17e            |                  | 43e             | 6e             |                            |
| 1986 | 63e             | 20e           | 23e                  |                |                  |                 | 5e             |                            |
| 1987 | 18e             |               |                      |                | 30e              |                 |                | 7e                         |
| 1988 |                 |               |                      | 72e            | 61e              | 56e             |                |                            |